# 張詔
張詔（1511年—1589年），字朝宣，號寒泉，山東濟南府濟陽縣人，民籍，明朝政治人物。

## 生平
嘉靖十六年（1537年）丁酉科山東鄉試第三十五名舉人。嘉靖十七年（1538年）中式戊戌科會試第一百六十九名，登第三甲第一百五十一名進士。十八年授官河南洛陽縣知縣，二十二年十二月选授南京浙江道试監察御史，二十八年正月掌南京京察，弹劾禮部尚書孫承恩、兵部尚書趙廷瑞。二十九年出任直隶順德府知府，三十三年春升山西按察司副使，尋調陕西督粮道副使，三十九年秋調山西按察司副使、岢岚兵备，四十四年辞官归乡，萬曆十七年卒，享年七十九。

## 家族
曾祖張斌；祖父張玉；父張遵，母周氏；前母劉氏。严侍下。

## 延伸阅读
[在维基数据编辑]